# 谭小麟
谭小麟（1911年—1948年），字肇光，男，祖籍广东开平，生于上海，中国作曲家、琵琶演奏家。

## 生平
谭小麟生于上海一个富商家庭。谭小麟自幼喜爱音乐，就读沪江大学附中、沪江大学。1931年9月考入国立上海音乐专科学校高中科国乐组。1936年11月，谭小麟与国立上海音乐专科学校校长萧友梅、教务主任黄自发起创办成立“上官弦乐团”。1937年毕业后升入本科理论作曲组，师从黄自。同年加入国立上海音乐专科学校音专管弦乐队，担任打击乐手。1939年赴美，先后在欧柏林大学音乐学院、耶鲁大学音乐学院学习理论作曲。1942年起随作曲家保罗·兴德米特学习。1946年回国后任国立上海音乐专科学校作曲教授兼系主任。